# Тамайо, Руфино
Руфи́но дель Кармен Арельянес Тама́йо (исп. Rufino del Carmen Arellanes Tamayo; 26 августа 1899, Оахака, Мексика — 24 июня 1991, Мехико) — мексиканский художник-модернист, представитель мексиканского мурализма.

## Жизнь и творчество
По происхождению Руфино Тамайо — из индейцев сапотеков. В 1917—1921 годах молодой художник учится в Академии Сан-Карлос в столице Мексики.
Вместе с другими муралистами, такими как Ривера, Ороско и Сикейрос, Тамайо представляет двадцатый век в искусстве Мексики. Однако, после мексиканской революции  художник воздерживался от явной политической составляющей в своем творчестве. В частности, он расходился во мнении с «большой тройкой» монументалистов (Ривера, Ороско и Сикейрос), что революция необходима для будущего страны, вместо этого Тамайо считал, что революция повредит Мексике. В своей картине «Дети, играющие с огнем» 1947, Тамайо показывает, как два человека сгорают от разожженного ими огня — метафора мексиканского народа, пострадавшего в результате его собственного выбора и действий. По словам Тамайо: «Мы находимся в опасной ситуации, и опасность состоит в том, что человек может быть поглощен и уничтожен тем, что он создал».
Почувствовав, что он не может свободно выражать свое художественное видение, Тамайо в 1926 году покидает Мексику и два года живёт в Нью-Йорке, где знакомится с модернизмом в живописи. После своего возвращения на родину Руфино Тамайо — профессор в Школе современного искусства в Мехико. Его художественные произведения этого времени обнаруживают сходство с немецким стилем 20-30-х годов XX века «Новая вещественность». В 1932 году Тамайо был назначен директором Департамента пластических искусств Министерства народного образования.
В 30-е годы художник получает ряд заказов на создание произведений монументальной живописи. В это время Тамайо находился под сильным впечатлением доколумбового искусства народов Америки, что сказалось при выработке своего, особенного художественного стиля. Древнемексиканские символы и мифические образы он использует в своих работах с целью более чётко выразить основные человеческие проблемы, такие как одиночество, гнев, печаль и так далее. Также и присущий древнемексиканскому мировоззрению дуализм находит своё отражение в картинах мастера.
В 1935 году Тамайо вступил в Лигу революционных писателей и художников. Вместе с Альфаро Сикейросом и Хосе Ороско, Руфино Тамайо был выбран, чтобы представлять мексиканское искусство на первом Конгрессе американских художников в Нью-Йорке. Благодаря этому, в 1938 году он получил и принял предложение преподавать в Школе искусств Далтона в Нью-Йорке, переехал в США, где и оставался почти двадцать лет.
В 1941 году художник пишет одну из работ, принесших ему наибольшую известность — «Animales», в этот период в полотнах Руфино Тамайо ощущается творческое влияние Пабло Пикассо и Жоржа Брака.
В 1943 году Тамайо пишет свою первую полностью абстрактную работу — «La naturaleza y el artista». В 1948 году первая большая ретроспектива Тамайо была проведена во Дворце изящных искусств в Мехико. Несмотря на свою высокую популярность на родине, из-за продолжающихся политических разногласий в 1949 году Тамайо переезжает в Париж, где живет до конца 50-х годов.
После участия в XXV Венецианской биеннале в 1950 году, где его картинам был посвящен отдельный зал, и после первой премии биеннале в Сан-Паулу в 1953 году, художник приобретает мировую известность. С этого момента начинается наиболее продуктивный этап художественной жизни Тамайо.
Среди работ, которые он выполняет, как в Мексике, так и в других странах, выделяются следующие: «El Hombre» (1953) для Далласского музея кинематографических искусств; «América» (1956),  Хьюстон, США; «Prometeo» (1957) году для библиотеки университета Пуэрто-Рико. В 1958 году он сделал монументальную фреску для Дворца ЮНЕСКО в Париже. В 1964 году Тамайо выполнил фреску «El Día y la Noche» для Национального музея антропологии и истории Мексики, символизирующую борьбу между днем (пернатый змей) и ночью (тигр). Его последние монументальные работы датируются 1967 и 1968 годами, когда он выполнял фрески для мексиканских павильонов на монреальской выставке и на международной ярмарке в Сан-Антонио (штат Техас).

## Награды
В 1957 году был удостоен Ордена почетного легиона.
В 1959 году назначен членом-корреспондентом Академии художеств Буэнос-Айреса.
В 1961 году был избран членом Американской академии искусств и литературы.
В 1964 году получил Национальную художественную премию в области искусства.
В 1985 году удостоен Золотой медали за заслуги в изобразительном искусстве Министерства образования, культуры и спорта Испании.
В  1988 году награжден высшей наградой Сената Мексики — Почетной медалью Белисарио Домингеса.

## Избранные произведения
- «Фабрика», 1929, Мехико, собрание Пабло Бренера
- «Революция», 1938, Мехико, Музей де лас Культурас
- «Мексика сегодня», 1952 Мехико, Дворец изящных искусств
- «Рождение нашей нации», 1952-53, Мехико, Дворец изящных искусств
- «Женщина в ночи», 1947, Миннеаполис, собрание С. Г. Мастона
- «День и ночь», 1964, Мехико, Национальный музей антропологии.